# Bolboceras
Bolboceras — род жуков из подсемейства Bolboceratinae, семейства Навозники-землерои.

## Описание
Жуки средней величины. Длина тела 8—16 мм. Тело продолговато-овальной формы, сильно выпуклое. Окраска от светло-желтого до черно-коричневого цвета. Иногда переднеспинка и надкрылья окрашены с различной интенсивностью. Наличник с закругленным передним краем, с боков и по переднему краю ограничен острым ребрышком. Лобный шов хорошо заметен, прямой. Непосредственно за ним у самцов имеется развитый длинный, направленный верх и назад рог. У самок на лбу есть только два низких широких бугорка. Щечные выступы с закругленным передним краем. Надкрылья с 7 точечными бороздками между швом и плечевым бугорком. Средние и задние голени с 2 поперечными килями.

## Систематика
К роду относятся около 40 видов.
- Bolboceras alabamensis (Wallis, 1929)
- Bolboceras armiger (Scopoli, 1772)
- Bolboceras berytensis Petrovitz, 1963
- Bolboceras bicarinatum Westwood, 1852</sкall>